# Empirismus

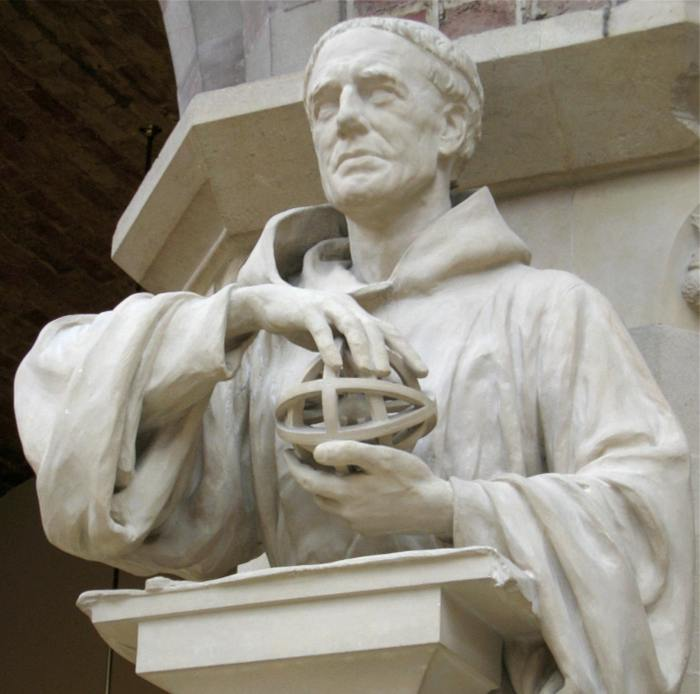
Roger Bacon, scholastischer Philosoph und Vorläufer des modernen Empirismus.

Als Empirismus wird eine Reihe von philosophischen Theorien bezeichnet, die in der Erkenntnistheorie die sinnliche Erfahrung zum einzigen gültigen Ursprung allen Wissens, Glaubens und ästhetischen Erlebens machen. Der Empirismus steht im Gegensatz zu Positionen des Rationalismus und zu bestimmten Formen des Platonismus, die davon ausgehen, dass wir vor jeder Erfahrung über Wissen, Ideen oder Prinzipien verfügen würden oder diese nicht-sinnlich wahrnehmbar sind.
Der moderne Empirismus in der westlichen Tradition wurde unter anderem von den Philosophen Francis Bacon, John Locke, Condillac, George Berkeley und David Hume begründet. Er geht davon aus, dass Wissen auf der Akkumulation von Beobachtungen und messbaren Tatsachen beruht, aus denen sich durch eine induktive Logik allgemeine Gesetze ableiten lassen, die folglich vom Konkreten zum Abstrakten führen (Induktion). Damit verbunden ist eine starke Tendenz zur Metaphysikkritik, zum Naturalismus und zu einer Kritik von Offenbarungsglauben.
Der Empirismus hatte nicht nur Auswirkungen auf die Philosophie und Erkenntnistheorie, sondern auch auf verschiedene andere Forschungsfelder: insbesondere Wissenschaftstheorie, Logik, Psychologie, Kognitionswissenschaft, Ästhetik und Linguistik. Im 19. und 20. Jahrhundert erlebte der Empirismus durch den Positivismus und den Logischen Empirismus neuen Aufschwung.

## Definitionen

### Philosophische Position
Der Empirismus bezeichnet eine philosophische Position, die besagt, dass alles menschliche Wissen, Überzeugungen und Präferenzen direkt oder indirekt aus der inneren oder äußeren Sinneserfahrung abgeleitet werden. Der Empirismus steht damit im Gegensatz zum Rationalismus oder Idealismus. Das Motto des Empirismus kann man im folgenden lateinischen Satz formulieren: „nihil est in intellectu quid non fuerit in sensu.“ (Nichts ist im Verstand, das nicht vorher durch die Sinne erfasst worden wäre).
Historisch gesehen wurde der Empirismus mit dem Konzept der tabula rasa in Verbindung gebracht, demzufolge der menschliche Geist bei der Geburt „leer“ ist und seine Gedanken erst durch spätere Erfahrungen entwickelt.
In der Wissenschaftstheorie legt der Empirismus den Schwerpunkt auf Beweise durch die Erfahrung, insbesondere auf die in Experimenten gewonnenen Erkenntnisse. Es ist ein grundlegender Bestandteil der wissenschaftlichen Methode, dass alle Hypothesen und Theorien anhand von Beobachtungen der natürlichen Welt geprüft werden müssen, anstatt sich ausschließlich auf apriorische Überlegungen, Intuition oder Offenbarung zu stützen. Der Empirismus, geht davon aus, dass „Wissen auf Erfahrung beruht“ und dass „Wissen vorläufig und probabilistisch ist und einer ständigen Überprüfung und Falsifizierung unterliegt“. Empirische Forschung, einschließlich Experimenten und validierten Messinstrumenten, leitet die wissenschaftliche Methode an.

### Empirismus und Rationalismus

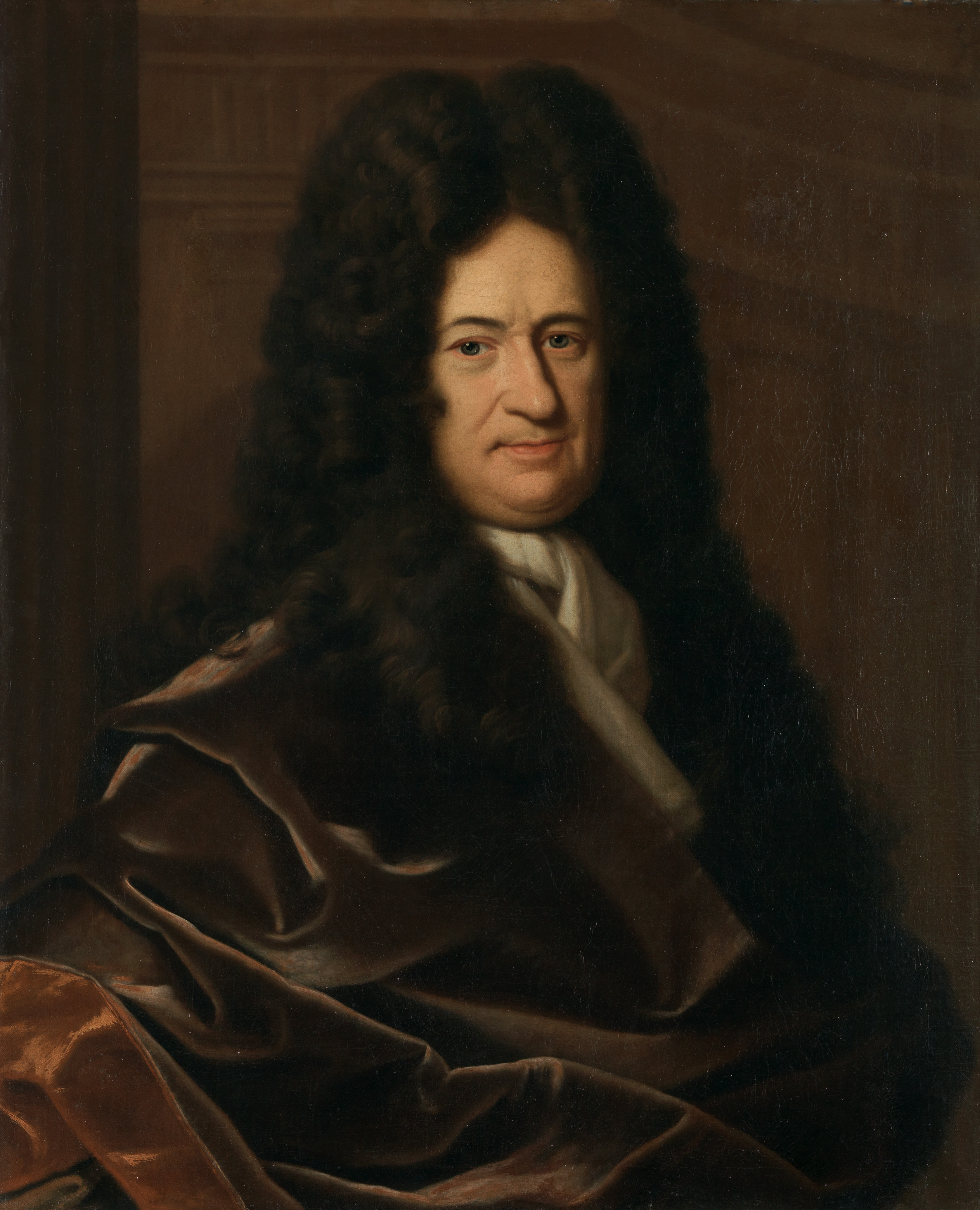
Gottfried Wilhelm Leibniz gilt als einer der bedeutendsten rationalistischen Philosophen und Gegenspieler des Empirismus.

Empirismus wird oft als Gegensatz zum Rationalismus oder Idealismus definiert. Allerdings ist dieser Gegensatz nicht einfach zwischen Anhängern der Vernunft und Anhängern der Erfahrung, da Empiristen nicht bestreiten, dass die Vernunft im Erkenntnisprozess eine Rolle spielen kann. Sie lehnen lediglich die Vorstellung ab, dass es rein rationales oder apriorisches Wissen geben könnte, und betonen die experimentelle Methode.
Darüber hinaus unterstützt der Empirismus in einigen Fällen (insbesondere bei Berkeley) nicht die These, dass die Außenwelt unabhängig von uns existiert, sondern verteidigt stattdessen in diesem Punkt den Idealismus. Es ist bei Berkeley ein Idealismus, der sich gegen den Materialismus wendet.
Der Empirismus geriet in eine Kontroverse mit dem Rationalismus von :
- René Descartes, der für die Angeborenheit der Ideen argumentierte ;
- Gottfried Wilhelm Leibniz, der für die Existenz analytischer Wahrheiten eintrat, die von der sinnlichen Erfahrung unabhängig sind ;
- Immanuel Kant, der für die Position argumentierte, dass die Erfahrung durch apriorische Strukturen der Subjektivität wie Raum, Zeit und Kategorien bedingt sei, wodurch das, was er synthetische Urteile a priori nannte, möglich werde.

Mit Kant ist außerdem eine dritte Position hinzugekommen, die ihrem Selbstverständnis nach den starren Gegensatz von Empirismus und Rationalismus aufhebt und beide Lager miteinander versöhnt („Gedanken ohne Inhalt sind leer, Anschauungen ohne Begriffe sind blind.“ (Immanuel Kant: AA III, 75– B 75)). Kant beschrieb die Einseitigkeiten des Empirismus und des Rationalismus und versuchte, diese durch seinen eigenen Ansatz der Transzendentalphilosophie bzw. des sog. „Kritizismus“ zu überwinden. In der Einleitung zu seinem erkenntnistheoretischen Hauptwerk, der Kritik der reinen Vernunft, bezeichnet er seinen transzendentalphilosophischen Entwurf als geeignet, um Empirismus und Rationalismus zu verbinden.

## Geschichte

### Antike

#### Medizin und Skeptizismus

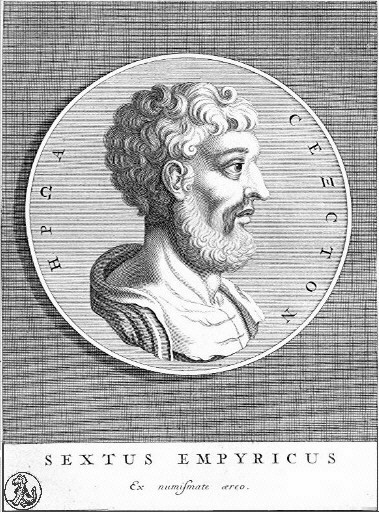
Sextus Empiricus, berühmter Skeptiker und Anhänger der empirischen Schule

Der Empirismus stellte eine philosophische Strömung in der Antike dar. Er manifestierte sich besonders in der empirischen Medizin, die ihrerseits Sextus Empiricus stark beeinflusste. Die Sekte der Empiriker, die im zweiten Jahrhundert v. Chr. von Philinos von Kos gegründet wurde, lehnte die zentrale Idee der Medizin der „Dogmatiker“ ab, der zufolge man die verborgenen Ursachen von Krankheiten bestimmen kann. Da sie sich an das Offensichtliche hielten, erkannten die Empiriker nur drei Verfahren an:
- Die αὐτοψία / autopsía, „Beobachtung durch sich selbst“ ;
- Die ἱστορία / historía, „von anderen gemachte und schriftlich überlieferte Beobachtung“ ;
- Der „Übergang zum Gleichen“.

Es scheint jedoch nicht, dass diese Form des Empirismus bei der Entwicklung der in England entstandenen Bewegung eine Rolle gespielt hat, außer vielleicht bei Hume über den Einfluss des Skeptizismus.

#### Epikureismus
Epikurs Theorie steht dem Empirismus nahe und wurde von Kant unter diesem Etikett eingeordnet. In der epikureischen Erkenntnistheorie stammt alles Wissen aus der Empfindung, die durch die Simulakren verursacht wird, die von den äußeren Körpern erzeugt werden.

#### Aristoteles und die tabula rasa
Von Aristoteles übernahm John Locke die Vorstellung des Geistes als tabula rasa, der Eindrücke wie Wachs aufnimmt.  Aristoteles verstand Wissen als Abstraktion intelligibler Formen von sinnlich wahrnehmbaren Objekten, wobei die Abstraktion in der Auslöschung von Besonderheiten besteht, um eine universelle Definition zu erhalten. Die Seele empfängt also die intelligiblen Formen passiv (obwohl sie sie alle im Potenzial, im Zustand des Möglichen, enthält): Es ist das natürliche Objekt, das die direkte Ursache der Erkenntnis ist. Die Empfindung aktualisiert in der Seele (dem Intellekt) die intelligible Form (Quiddita), die im natürlichen Objekt der rationalen Struktur oder Substanz entspricht.
Johannes Philoponos erinnert in Bezug auf die Seele nach Aristoteles an Folgendes: „Aristoteles stellt sie durch eine unbeschriebene Tafel dar und nennt sie im eigentlichen Sinne Lernvermögen. Platon hingegen stellt sie durch eine beschriebene Tafel dar und nennt sie das Vermögen, sich durch Erinnerung zu unterrichten.“

### Mittelalter
Was das mittelalterliche Denken betrifft, so hat man in Wilhelm von Ockham einen Vorläufer des Empirismus gesehen, weil er nur singuläre Entitäten in der Welt zulässt, d. h. Tatsachen, die Gegenstand der Erfahrung sind. So muss sich jede Erkenntnis letztlich auf eine unmittelbare und singuläre, „intuitive“ Erfahrung zurückführen lassen. Man kann auch Roger Bacon erwähnen, für den „keine Rede Gewissheit geben kann, alles beruht auf der Erfahrung“.

### Renaissance: Francis Bacon

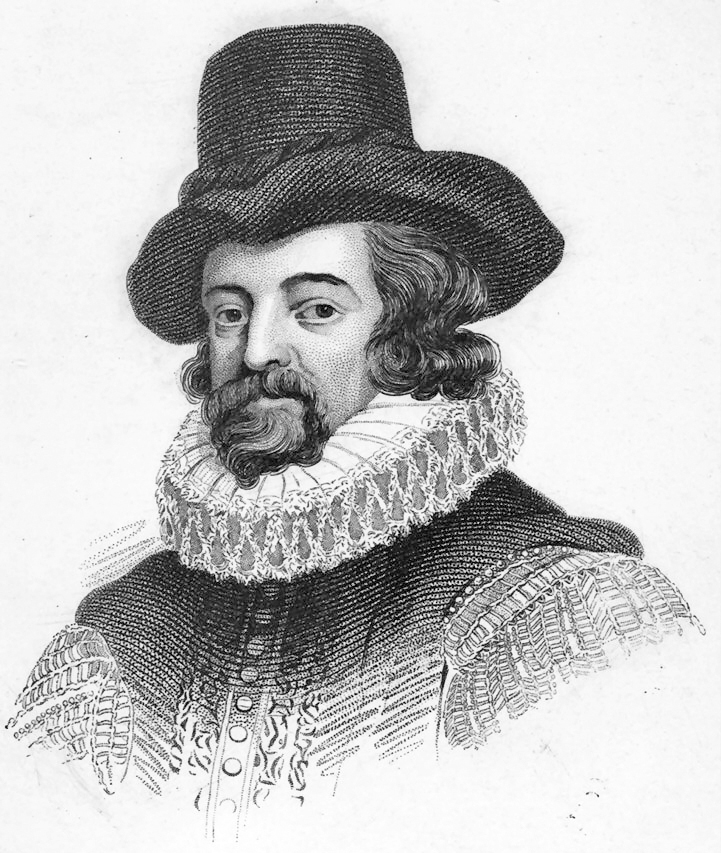
Francis Bacon gilt als der Vater des modernen Empirismus

Francis Bacon (1561–1626) gilt als der Vater des Empirismus in seiner modernen Form. Er stellte als Erster die Grundlagen der modernen Wissenschaft und ihrer Methoden dar. In seiner Untersuchung von Fehlschlüssen war sein bester Beitrag die Doktrin der Idolen. Außerdem schreibt er im Novum Organum (oder „neue Logik“ im Gegensatz zu der von Aristoteles), dass uns Wissen in Form von Naturobjekten zukommt, wir aber unsere eigenen Interpretationen über diese Objekte durchsetzen.

Bacon zufolge werden unsere wissenschaftlichen Theorien so konstruiert, wie wir die Objekte sehen; der Mensch ist also bei der Erklärung von Hypothesen voreingenommen. Für Bacon ist „die wahre Wissenschaft die Wissenschaft von den Ursachen“. Im Gegensatz zur aristotelischen Logik, die eine Verbindung zwischen allgemeinen Prinzipien und besonderen Tatsachen herstellt, verlässt er das deduktive Denken, das von den durch die Autorität der Alten angenommenen Prinzipien ausgeht, zugunsten einer „Interpretation der Natur“, bei der die Erfahrung das Wissen tatsächlich erweitert. Bacon befürwortet also eine Methode, die auf experimenteller Arbeit beruht. Er sagt, dass die „Empirie“ die Grundlage für die Entwicklung des Menschen ist:
Die, welche die Wissenschaften bearbeiteten, waren entweder Empiriker oder Dogmatiker. Jene sammeln und verbrauchen nur, wie die Ameisen; Letztere aber, welche mit der Vernunft beginnen, ziehen wie die Spinnen das Netz aus sich selbst heraus. Das Verfahren der Bienen steht zwischen beiden; diese ziehen den Saft aus den Blumen in Gärten und Feldern, aber behandeln und verdauen ihn durch eigne Kraft. (…)  Deshalb können auf das engere und festere Bündniss beider Vermögen, des Versuchenden nämlich und des Denkenden, was bis jetzt noch nicht bestanden hat, die besten Hoffnungen gebaut werden.

### Neuzeit: Moderner Empirismus

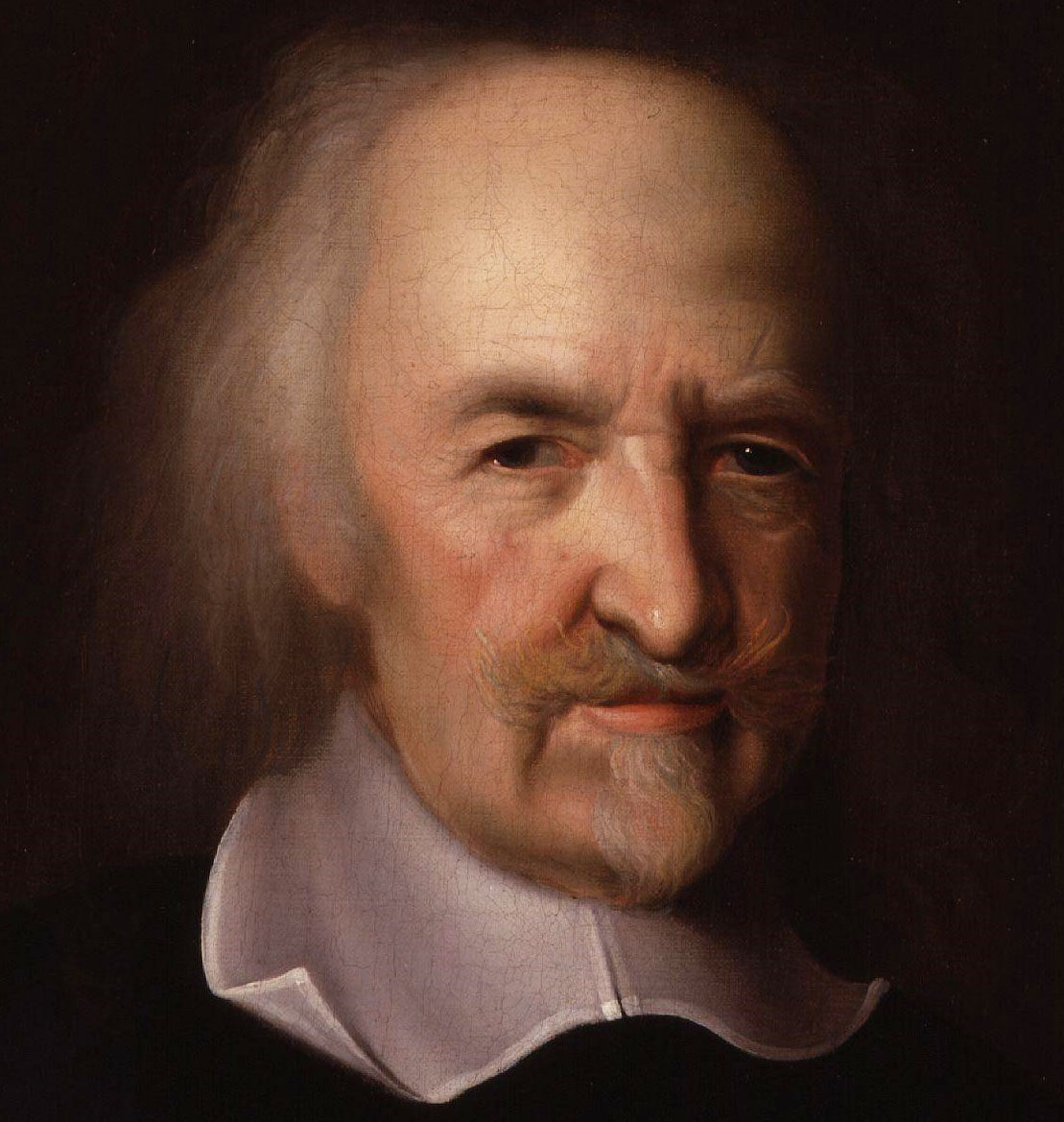
Thomas Hobbes, bedeutender empirischer Philosoph, der dem Cartesianismus widersprach

Der moderne Empirismus ist eine philosophische Bewegung, die in England entstand. Er hat seine Wurzeln im 16. Jahrhundert und erreicht seine Hochphase hauptsächlich im 16. und 17. Jahrhundert. Laut dem Wissenschaftssoziologen Robert K. Merton gelangte der Empirismus aufgrund seiner engen Verbindung mit der protestantischen und puritanischen Ethik in die Wissenschaft. Die Entwicklung der Royal Society in London, die 1660 von Protestanten gegründet wurde, sei ein Beispiel dafür: „Die Kombination von Rationalität und Empirie, die in der puritanischen Ethik so offensichtlich ist, bildet das Wesen der modernen Wissenschaft“, erläutert Merton.
Ursprünglich konnte der Empirismus als Materialismus verstanden werden (für Francis Bacon und Thomas Hobbes), da er bei der Entstehung der modernen Wissenschaft (mit Galileo Galilei) eine der Formen der Opposition gegen die Scholastik war. Obwohl Empirismus und Materialismus oft Hand in Hand gehen, gibt es keine notwendige Verbindung zwischen den beiden (wie Berkeleys Immaterialismus und James’ Spiritualismus zeigen).
Der Empirismus definierte aus der Erfahrung und der Logik abgeleitete Erkenntnisweisen, die sich von der Offenbarung befreiten. Der Empirismus begleitete somit die Entstehung der modernen Wissenschaft, die durch ihre Mathematisierung und den massiven Einsatz der experimentellen Methode gekennzeichnet war. Newtons Beitrag zur Wissenschaft ist in diesen empiristischen intellektuellen Kontext eingebettet.
Die französische und englische Aufklärung (bzw. Schottische Aufklärung) sind überwiegend empiristisch geprägt, im Gegensatz zur deutschen Aufklärung, die einerseits weniger atheistisch und andererseits idealistischer ist.
Der Empirismus unterscheidet sich recht deutlich vom Positivismus, da letzterer mehr Wert darauf legt, Phänomene durch mathematische Formulierungen zu erklären. Auguste Comte (1798–1857) hat seine Philosophie zwar teilweise auf die von Francis Bacon gestützt, aber dies reicht nicht aus, um viele Gemeinsamkeiten zwischen dem Empirismus und dem Positivismus zu finden, wie Comte in seinem Cours de philosophie positive selbst zugibt.

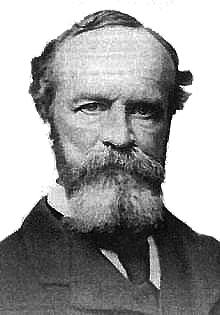
William James, der gemeinsam mit Peirce den Pragmatismus erfand.

Der radikale Empirismus ist eine von William James (1842–1910) vertretene Variante, die wie der klassische Empirismus besagt, dass der Erfahrung nichts hinzugefügt werden kann, aber auch, was ihre Besonderheit ausmacht, dass ihr nichts entzogen werden kann: Wir haben eine Erfahrung von Beziehungen, die so real sind wie die Begriffe der Erfahrung.
Der Empirismus darf nicht mit dem Pragmatismus von Charles Sanders Peirce  oder Richard Rorty verwechselt werden. Der Empirismus stützt sich auf die Erfahrung, der Pragmatismus auf das Handeln.
Die wichtigsten Vertreter des modernen Empirismus sind:
- Francis Bacon (1561–1626), englischer Politiker und Philosoph, der oft als Vater des Empirismus angesehen wird
- Thomas Hobbes (1588–1679), materialistischer englischer Philosoph
- Robert Boyle (1627–1691), irischer Physiker und Chemiker, der sich von Francis Bacon inspirieren ließ und als Vater der Naturphilosophie gilt
- John Locke (1632–1704), englischer Philosoph und Begründer des politischen Liberalismus
- George Berkeley (1685–1753), irischer Bischof und Philosoph, der einen „immaterialistischen“ Empirismus entwickelte (es gibt keine „Materie“ hinter den Phänomenen, die uns erscheinen)
- Voltaire (1694–1778), Schriftsteller, der Lockes Ideen nach Frankreich importierte
- David Hume (1711–1776), schottischer Philosoph, der den skeptischen Empirismus entwickelte
- Denis Diderot (1713–1784), Schriftsteller und Enzyklopädist, der einen „verzauberten Materialismus“ vertrat
- Étienne Bonnot de Condillac (1714–1780), französischer sensualistischer Philosoph, der von Locke beeinflusst wurde
- Claude-Adrien Helvétius (1715–1771), französischer sensualistischer Philosoph
- Adam Smith (1723–1790), schottischer Wirtschaftswissenschaftler und Schüler von Hume
- Edmund Burke (1729–1797), irischer Politiker und Philosoph, Theoretiker der empiristischen Ästhetik
- James Mill (1773–1836), schottischer Philosoph, der von Hume beeinflusst wurde
- John Stuart Mill (1806–1873), Sohn des vorherigen, englischer Ökonom und Philosoph, der den von Jeremy Bentham (1748–1832) inspirierten Utilitarismus weiterentwickelte
- William James (1842–1910), amerikanischer Philosoph, der einen radikalen Empirismus entwickelte, den er „Pragmatismus“ nannte

### Erbe des Empirismus

#### Analytische Philosophie
Der Empirismus hatte ein bedeutendes Nachwirken in der analytischen Philosophie: Der logische Empirismus (Wiener Kreis), Poppers Theorie der Falsifikation, die evolutionäre Erkenntnistheorie, Quines Pragmatismus und die analytische Ästhetik sind unter anderem auf ihn zurückzuführen.
Im Wiener Kreis um Moritz Schlick und in der Berliner Gruppe um Carl Gustav Hempel entwickelte sich ein Logischer Empirismus, der im 20. Jahrhundert von Rudolf Carnap wirkungsmächtig vertreten wurde. So beeinflusste er in Amerika Philosophen wie Willard Van Orman Quine und andere, auch noch einige der sog. postanalytischen Philosophie zugeordnete Theoretiker. Erkenntnis wurde dabei als logische Konstruktion der Erfahrung interpretiert.
Eine Möglichkeit, die Erweiterung von Erkenntnissen auf der Basis von Sinnesdaten, auf mathematische Weise zu handhaben, zeigt der Satz von Bayes.
Der Kritische Rationalismus von Karl Popper gibt die Position auf, dass sich sicheres Wissen aus Einzelbeobachtungen induktiv gewinnen oder auch nur zweifelsfrei bestätigen lasse (Verifikationismus) und spricht der Erfahrung vor allem eine kritisierende Funktion für Theorien und Überzeugungen zu (Fallibilismus).
Bas van Fraassens konstruktiver Empirismus ist eine der jüngsten Varianten empiristischer Positionen.

#### Kontinentalphilosophie
Der Empirismus blieb auch in der Kontinentalphilosophie nicht ohne Nachwirkungen. Sein Einfluss ist in der Philosophie Henri Bergsons über seine Lektüre von James und den Sensualisten ebenso spürbar wie in der Philosophie von Deleuze, der Hume ein Buch widmete und dabei den Begriff des „transzendentalen Empirismus“ prägte. Was die Phänomenologie betrifft, so ließ sich Edmund Husserl in seiner psychologistischen Periode von Mill inspirieren (siehe etwa in der Philosophie der Arithmetik, 1891), und er zollte Hume in den Ideen I (1913) Tribut, versuchte aber gleichzeitig, ihn zu widerlegen (phänomenologische Periode).

## Doktrin

### Erkenntnistheorie

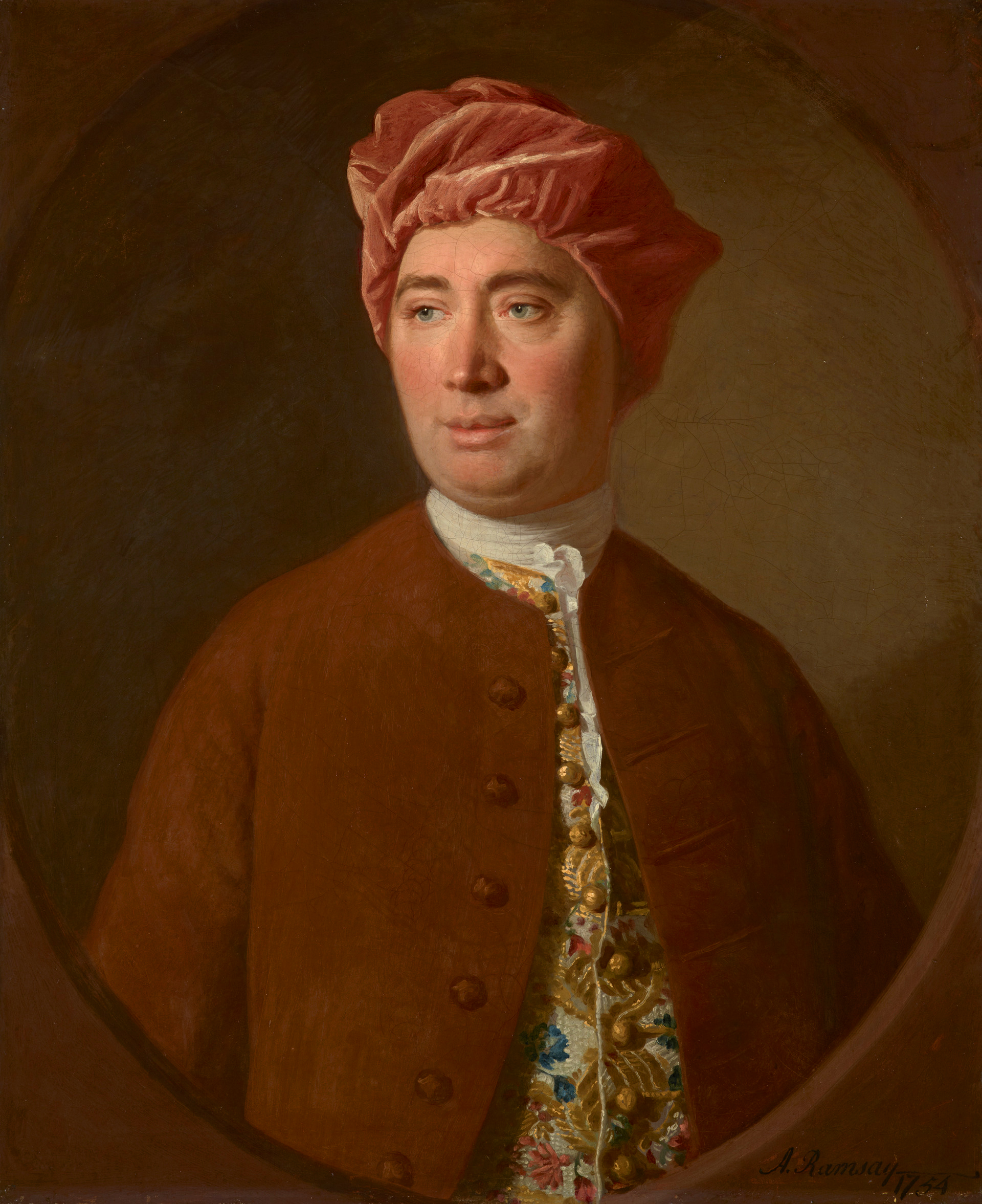
David Hume ist einer der wichtigsten Vertreter der empiristischen Erkenntnistheorie

Dem Empirismus zufolge liegen die Grundlage und die erste Quelle allen Wissens in der Erfahrung. Für einige Empiristen wie George Berkeley, der damit eine nominalistische These aufgreift, sind nur singuläre Objekte und Phänomene real. Der Empirismus im Allgemeinen räumt jedoch die Existenz von Begriffen, Bildern oder Bildsynthesen ein, die aus der Erfahrung und der Assoziation von Ideen hervorgehen. Der Geist wird dann als eine tabula rasa aufgefasst, auf die sich sinnliche Eindrücke einprägen. Die menschliche Erkenntnis leitet sich somit aus der Erfahrung ab, es gibt keine angeborenen Ideen, die im Geist von Geburt an oder in der Seele von Ewigkeit her vorhanden wären.

#### Thesen und Grundannahmen
Empiristen beantworten zwei Fragen in der für sie eigentümlichen Weise:
1. Was ist der Ursprung des Wissens ?
2. Was macht eine Theorie, ein zusammengesetztes System unseres Wissens, gültig ?

Der Ursprung des Wissens liegt für den Empiristen in der passiven Organisation unserer Sinneseindrücke durch den Verstand, also in dem, was allgemein als “Erfahrung” bezeichnet wird. So beabsichtigen die Empiristen (allen voran John Locke in seinem Essay concerning human understanding), die Kräfte der menschlichen Verstandestätigkeit zu analysieren. Der Verstand, eine anfangs „leere Tafel“, empfängt und verarbeitet Sinnesdaten zu abstrakten Begriffen (das sind Lockes ideas), um sie in wahrheitsfähigem Wissen zu repräsentieren. Jede erfahrene Erscheinung ist dem Verstand in erster Instanz »unvermeidbar« gegeben. Der Erkenntnisprozess ist insofern passives, „erleidendes“ Einwirken, als der Verstand dieser Verarbeitung „machtlos“ gegenübersteht. Als „klassischer Ort“ dieses empiristischen Bekenntnisses möge das Original sprechen:

“First, It is plain, those perceptions are produced in us by exterior causes affecting our senses, because those that want the organs of any sense never can have the ideas belonging to that sense produced in their minds. [...] Secondly, Because sometimes I find that I cannot avoid having those ideas produced in my mind;”

„Erstens ist klar, dass diese Wahrnehmungen durch äussere, unsere Sinne erregende Ursachen bewirkt werden; denn die, welchen die Organe dazu abgehen, können nie die dadurch hervorgebrachten Vorstellungen in ihrer Seele haben. [...] Zweitens habe ich öfters bemerkt, dass man diese in der Seele hervorgebrachten Vorstellungen nicht von sich abhalten kann.“

Locke zeigt in seinem o. g. Hauptwerk die verschiedensten Stufen der Begriffsbildung und -abstraktion bis hin zur Entstehung komplexer Urteile, die sich in der Erfahrung bewahrheiten müssen. Und in diesem Sinne wurde ihm schon zu Lebzeiten der Verdienst zugesprochen, eine erste, umfassende, in sich geschlossene »Physiologie des Verstandes« errichtet zu haben. Hauptmotivation hierzu lautet, dass wir, bevor wir versuchen, die Welt des Gegebenen zu erkennen, damit beginnen müssen, unser eigenes Instrument zur Erkenntnis der Welt, den Verstand, zu kennen, um seine Fähigkeiten abzugrenzen und sie nicht zu überschreiten. Die Hinwendung zur Untersuchung der Verstandestätigkeit vor der Behandlung metaphysischer Fragen ist das, was nach Kant mit der ›Kopernikanischen Wende‹ in der Philosophie bezeichnet wird und was die gegensätzlichen Positionen des Empiristen und des Rationalisten hervorgebracht hat.
Hume beantwortet beide o. g. Fragen in der Untersuchung über den menschlichen Verstand (Enquiry on Human Understanding, 1748), fasst damit die von Locke geerbte empiristische Position zusammen und kündigt die Position Carnaps an.
Auf die Frage nach dem Ursprung des Wissens antwortet Hume, dass alle Ideen, die der menschliche Geist enthält, Kopien ursprünglicher Empfindungen sind.  Der unmittelbare Eindruck steht im Erkenntnisprozess an erster Stelle, danach folgen die Vorstellung und die Erinnerung. Die Vorstellungskraft besteht in der Antizipation einer Wahrnehmung. Dennoch kann der menschliche Geist nur Wahrnehmungen antizipieren, die er bereits kennt. Hume lehnt die Idee einer radikalen Vorstellungswelt, die der Empfindung vorausgeht, ab. Die Vorstellungskraft ist ein wichtiger Faktor für die Entwicklung des Menschen. Was die Erinnerung betrifft, so besteht sie in der Wiedererinnerung an eine vergangene, bereits erlebte Wahrnehmung. Auch hier ist die Empfindung zuerst da.
Hume führt zwei Argumente an, um diese Auffassung zu rechtfertigen:
- Es gibt keine Idee im menschlichen Geist, die nicht auf eine Empfindung zurückgeführt werden kann, die sie verursacht hat ;
- Ein Blinder kann keine Farben begreifen (Molyneux-Problem).

In Bezug auf allgemeine Ideen deckt sich die empiristische Position oft mit der des Nominalismus. Der Empirismus, einschließlich Humes, geht davon aus, dass jede einfache Idee sich auf eine bestimmte Empfindung bezieht und dass jede komplexe Idee in einfache Ideen zerlegt werden kann, die sich ihrerseits auf eine bestimmte Empfindung beziehen. Das bedeutet, dass es keine „reine“, von der Erfahrung unabhängige Idee gibt. Selbst die allgemeinsten und abstraktesten Konzepte sind Vorstellungen, die aus der Erfahrung gewonnen werden, oder sie sind nur leere Fiktionen, die bedeutungslos sind.

#### Psychologie und Geschichte
Die empiristische Philosophie legt den Schwerpunkt auf die Art und Weise, wie das erkennende Subjekt die Welt wahrnimmt und Emotionen empfindet. Spekulationen über das Wesen der Welt oder über angeborene Ideen sind für Hume nur eine theoretische Leere und bedeutungslos.
Die empiristische Psychologie wird insbesondere den Assoziationismus oder die Theorie der Assoziation von Ideen entwickeln. Hume definiert die Macht und Freiheit des Geistes als die Fähigkeit, komplexe Ideen aus einfachen Ideen zusammenzusetzen, wobei er sich an der Theorie von Locke orientiert, der als einer der ersten gilt, die den Assoziationismus entwickelt haben. Der Geist kann zwar keine Ideen ex nihilo erschaffen oder erfinden, aber er kann die durch Erfahrung gewonnenen Ideen nach Belieben zu neuen Ideen zusammenmischen.
Ebenso zeigt der Empirismus ein großes Interesse an der Geschichte als Wissenschaft von der menschlichen Erfahrung. Hume wurde selbst zum Historiker: Er lieferte der Nachwelt eine Geschichte Englands (The History of England, 1754–1762).

#### Methode und Logik

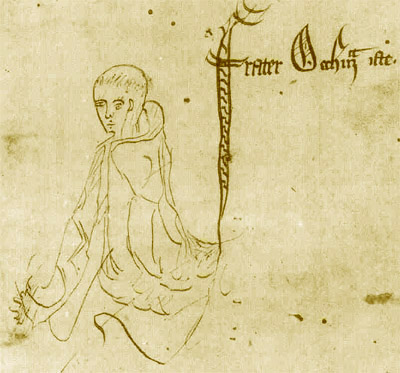
Wilhelm von Ockham, ein wichtiger Vorläufer der empiristischen Methode

Empiristen entwickelten eine eigenständige Methodenlehre, mittels derer Wege zu sicheren Erkenntnissen behauptet wurden. Sie ging unmittelbar einher mit „klar“ zu bezeichnenden Kriterien für wahrheitsgemäße (oder gültige) Urteilsfindungen über die introspektive wie auch über die äußerlich erfahrbare Wirklichkeit.
Hume schlug eine einfache Methode vor, die seiner Meinung nach in Zukunft die Lösung aller schwierigen philosophischen Probleme ermöglichen würde. Sie besteht darin, „zu erforschen, von welchem Eindruck die vermeintliche Idee [die Idee, die das Problem verursacht] abgeleitet ist“. Diese Methode ist ein Sparsamkeitsprinzip, da sie einfach ist und dennoch nach Ansicht der Empiristen die meisten Probleme lösen kann. Jeder Diskurs, ob wissenschaftlich oder philosophisch, und unabhängig von seinem Komplexitätsgrad, muss immer auf eine reine Tatsache, eine pure Erfahrung, ein singuläres und unmittelbares Objekt der Empfindung zurückgeführt werden können. Wenn dies nicht der Fall ist, dann ist dieser Diskurs schlichtweg leer, er ist eine bedeutungslose Fiktion. Diese Idee fand sich bereits bei Wilhelm von Ockham (in der Summa logicae), für den ein Zeichen nur dann einen Wert hatte, wenn es für ein singuläres Objekt in einem Satz vorausgesetzt werden konnte.
Diese Methode setzt jedoch eine Unterscheidung zwischen Tatsachen und Ideen oder Gedanken voraus. Sie geht davon aus, dass es einerseits reine Tatsachen und andererseits allgemeine Zeichen gibt, die der menschliche Verstand verwendet, um sich die Welt vorzustellen. Es gibt also zwei Möglichkeiten, die Gültigkeit eines Gedankens zu analysieren: erstens die logische Kohärenz (die Ordnung der „Beziehungswahrheiten“ oder analytischen Wahrheiten) und zweitens die Beziehung zu einer reinen Tatsache (die Ordnung der „Tatsachenwahrheiten“ oder synthetischen Wahrheiten). Die Frage ist dann, welchen Status diese analytischen Wahrheiten haben, die nicht von der Erfahrung abhängen. Für die radikalsten Empiristen (oder Nominalisten) sind analytische Wahrheiten zwar wahr, aber auch leer, sie sagen uns nichts. Nur synthetische Wahrheiten lehren uns etwas über die Welt.
Diese Unterscheidung zwischen Tatsachen und Gedanken erklärt zum Teil die Entwicklung, die der Empirismus in seiner logischen Form, z. B. bei Carnap, erfahren wird. Der logische Empirismus entwickelt die doppelte Forderung, die verwendete Sprache durch die logische Analyse (Aufspüren von Widersprüchen und Tautologien) und durch den möglichen Verweis auf ein singuläres und unmittelbares Objekt der Erfahrung (oder Verifizierbarkeit durch „verifikationistische“ Kriterien) zu verifizieren. Dies erklärt außerdem den Primat der Sprachphilosophie, auch beim frühen Wittgenstein (im Tractatus logico-philosophicus), sowie in den vom logischen Positivismus des Wiener Kreises geteilten erkenntnistheoretischen Auffassungen. Die meisten Schwierigkeiten in der Philosophie hätten ihren Ursprung in einer Begriffsverwirrung, die mithilfe logischer und empirischer Werkzeuge geklärt werden müsse.
Die Debatte ist also komplex, zwischen den Anhängern des „Psychologismus“ (es gibt keine reinen Ideen, die von Empfindungen und Emotionen unabhängig sind), des logischen Empirismus (es gibt formale, nicht-psychologische Gesetze des Denkens, die den wissenschaftlichen Diskurs organisieren und den metaphysischen Diskurs entkräften) und des „Platonismus“ (es gibt logische Objekte wie Zahlen, die von der Erfahrung unabhängig sind und in sich selbst eine Bedeutung haben).

#### Induktive Logik
Der Empirismus, z. B. der von Hume oder John Stuart Mill, entwickelte eine induktive Logik, bei der aus besonderen Erfahrungsdaten auf ein Naturgesetz verallgemeinert wird. Eine solche Art der Argumentation führt nur zu wahrscheinlicher Erkenntnis („Dass die Sonne morgen aufgehen wird, ist eine Hypothese“), es gibt keine „notwendige Verbindung“ zwischen zwei Tatsachen. Bei Hume beispielsweise beruht die kausale Argumentation in Wirklichkeit auf Gewohnheit: „Ich glaube, dass die Sonne morgen aufgehen wird, weil es schon immer so war.“ Je öfter ich jedoch das Auftreten desselben Phänomens beobachte, desto stärker wird mein subjektiver Glaube an die Wiederholung dieses Phänomens. Während die Induktion also keine Gewissheit zulässt und kein universelles und notwendiges Gesetz begründen kann, führt die gleichzeitige und wiederholte Beobachtung zweier Ereignisse über den Assoziationismus (d. h. die Verbindung von Ideen im Geist) allmählich zur Bildung der Idee der Kausalität.

### Ästhetik

#### Theorie des Erhabenen
Das Buch Philosophische Untersuchung über den Ursprung unserer Ideen vom Erhabenen und Schönen (1757) des irischen Philosophen Edmund Burke (1729–1797) kann als empiristisches Manifest der ästhetischen Philosophie betrachtet werden. Hinzu kommen die Ästhetischen Essays von Hume.
Die klassische Ästhetik, die von Platons Symposion inspiriert war, kannte nur einen einzigen ästhetischen Wert, das Schöne, und sein Negativ, das Hässliche. Das Schöne wurde in Begriffen wie Harmonie, Symmetrie, Proportion, Regelmäßigkeit, Ordnung und Maß verstanden. Die empiristische Ästhetik wird einen zweiten positiven ästhetischen Wert hinzufügen, das Erhabene. Das Erhabene ist ein Wert, der durch Disharmonie, Dissonanz, Maßlosigkeit, Unverhältnismäßigkeit, Dissymmetrie und Unregelmäßigkeit gekennzeichnet ist. Wo das Schöne das Gefühl der Ruhe in der Seele hervorbrachte, erzeugt das Erhabene heftige Leidenschaft, den Wechsel von Schmerz und Befriedigung (ohne jedoch Schrecken zu verbreiten). Das Erhabene findet seine absolute künstlerische Anwendung in der Romantik, die die Leidenschaft und die Maßlosigkeit in der menschlichen Seele verherrlicht (künstlerisches Genie, leidenschaftliche Liebe, einsames Ich oder auch politische Revolution).
Für die klassische Ästhetik war das Schöne ein Begriff. Man kann in diesem Zusammenhang von „intellektueller Kunst“ oder „ästhetischem Intellektualismus“ sprechen. In der Antike wurde die Musik beispielsweise zu den vier Wissenschaften des Quadriviums gezählt. Sie war eine Wissenschaft der Harmonie und des Maßes, wie Augustinus sie in seinem Traktat über die Musik beschreibt.
Im Gegensatz dazu versteht die empiristische Ästhetik das Schöne und das Erhabene als innere Gefühle. Es handelt sich um Vorstellungen, die sich die Seele bei der ästhetischen Erfahrung macht. Das Schöne bezieht sich auf ein Gefühl der Freude und Ruhe, während das Erhabene auf ein mit Schmerz vermischtes Gefühl der Freude oder auf ein widersprüchliches Wechselspiel der Gefühle verweist. Geschmack ist dann kein intellektueller Begriff mehr, sondern betrifft den sinnlichen Eindruck und das Gefühl, die von den Empiristen als die wahrsten und lebhaftesten Ideen des Geistes definiert wurden.

#### Der Relativismus des Geschmacks

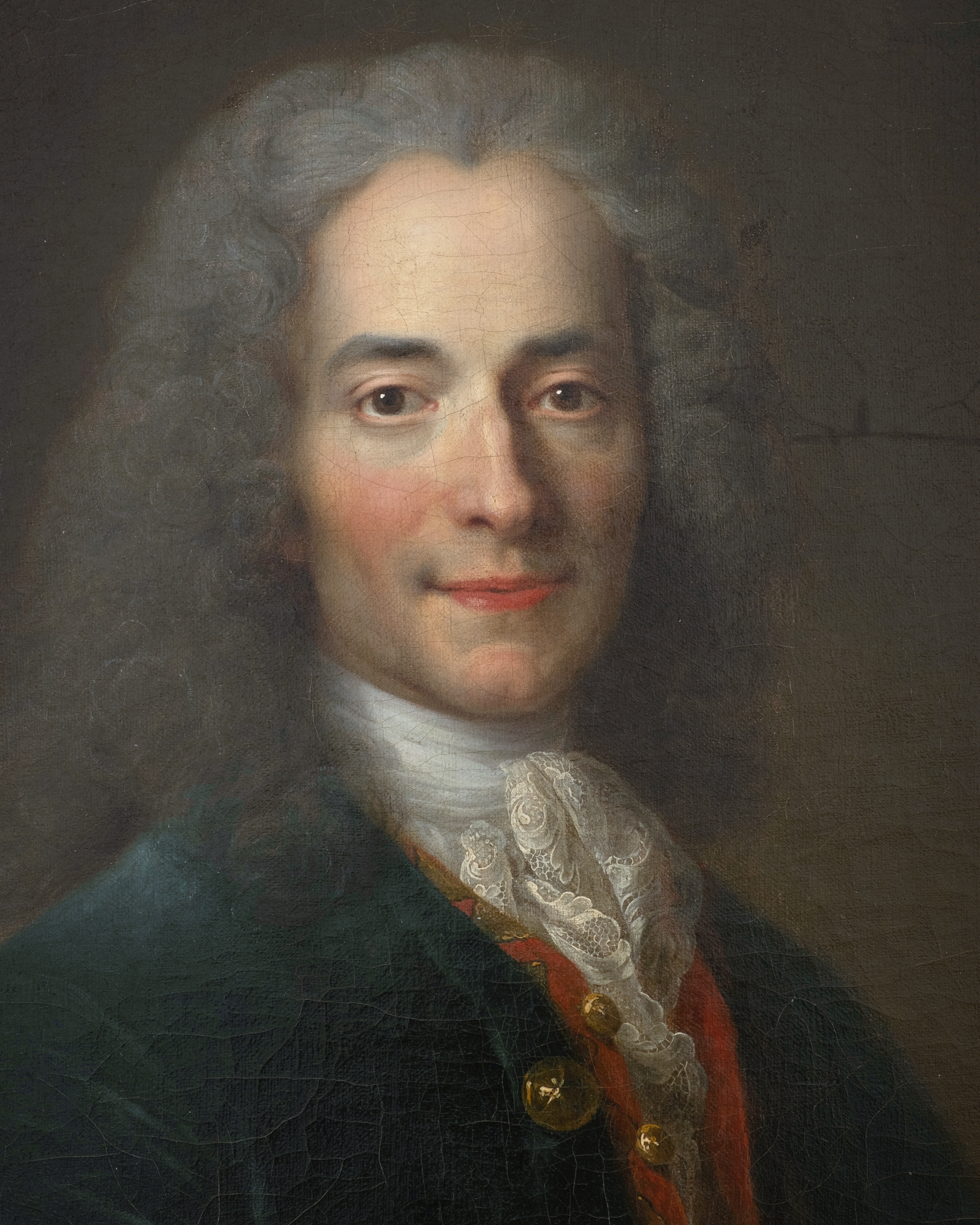
Voltaire, Vertreter des ästhetischen Relativismus

Diese Auffassung von Geschmack in Form von Gefühlen konnte zu einer relativistischen Auffassung von Kunst führen und legitimierte das populäre Sprichwort „Über Geschmack lässt sich nicht streiten“. Dieses Sprichwort besagt, dass etwas niemals absolut oder nach objektiven Kriterien (wie Symmetrie oder andere mathematische Kriterien, die der griechischen Auffassung von Kunst und Kanon folgen) schön ist, sondern dass es nach der ganz persönlichen Subjektivität des Betrachters schön ist. Es gibt also keine rationale und argumentative Debatte darüber, ob ein Kunstwerk schön ist oder nicht. Denn eine Emotion oder ein Gefühl ist immer etwas Intimes, das sich von der Emotion unterscheidet, die ein anderer empfindet. Wenn „schön“ nur ein Gefühl ist, das man angesichts eines Kunstwerks (oder einer natürlichen Sache) empfindet, dann ist „schön“ ein gänzlich subjektiver Begriff.
Voltaire entwickelt diesen ästhetischen Relativismus in seinem Artikel „Das Schöne“ im Dictionnaire philosophique. Er greift insbesondere die platonische Auffassung des Schönen an und stellt ihr eine ganz empirische und subjektivistische Auffassung entgegen:

« Demandez à un crapaud ce que c’est que la beauté, le grand beau, le to kalon. Il vous répondra que c’est sa crapaude avec deux gros yeux ronds sortant de sa petite tête, une gueule large et plate, un ventre jaune, un dos brun. Interrogez un nègre de Guinée; le beau est pour lui une peau noire, huileuse, des yeux enfoncés, un nez épaté.
Interrogez le diable ; il vous dira que le beau est une paire de cornes, quatre griffes, et une queue. Consultez enfin les philosophes, ils vous répondront par du galimatias; il leur faut quelque chose de conforme à l’archétype du beau en essence, au to kalon. »

„Fragen Sie eine Kröte, was Schönheit ist, das große Schöne, das to kalon. Er wird Ihnen antworten, dass es eine Kröte ist, mit zwei großen runden Augen, die aus seinem kleinen Kopf herausragen, einem breiten und flachen Maul, einem gelben Bauch und einem braunen Rücken. Fragen Sie einen Neger aus Guinea; für ihn ist das Schöne eine schwarze, ölige Haut, tief liegende Augen und eine Stupsnase.
Frag den Teufel; er wird dir sagen, dass das Schöne ein Paar Hörner, vier Krallen und ein Schwanz ist. Sie brauchen etwas, das dem Archetyp des Schönen im Wesen, dem to kalon, entspricht.“

Zusammenfassend ist es für Voltaire sinnlos, das Schöne zu theoretisieren, als wäre es ein mathematisches oder rein intellektuelles Konzept : Das Schöne ist relativ, und der Philosoph „[...] ersparte sich die Mühe, eine lange Abhandlung über das Schöne zu verfassen“. Dieser überwiegend negative Text Voltaires führt zu Skepsis hinsichtlich der Möglichkeit, eine ästhetische Norm aufzustellen.

## Kritik

### Erkenntnistheorie
Die Einschränkung der Erkenntnis auf den Bereich der bloßen Erfahrung lässt sich nach Meinung verschiedener Kritiker des Empirismus nicht halten. Oft erfolgt der Hinweis, so z. B. von Leonard Nelson, dass der Empirismus seinen eigenen Prinzipien nicht genüge: Sätze wie „Alle Erfahrungserkenntnis ist wahr“ oder „Valide Erkenntnis beruht allein auf Sinneserfahrung“ seien nämlich nicht aus Erfahrung herleitbar.
Willard Van Orman Quine legte in seinem Aufsatz Two Dogmas of Empiricism dar, dass auch zentrale Grundbegriffe des klassischen Empirismus nicht empirisch verifizierbar seien.
Auch Vertreter offenerer Methodologien, etwa Paul Feyerabend, Thomas S. Kuhn und andere, welche die wissenschaftssoziologischen Ansätze von Karl Mannheim und Ludwik Fleck fortsetzten, haben sich zu Thesen des klassischen Empirismus kritisch geäußert bzw. abweichende oder weiterführende Ideen vorgestellt.

### Ästhetik
Die empiristische Ästhetik wird von Kant in der Kritik der Urteilskraft (1790) untersucht und kritisiert. Er erkennt die Verdienste Burkes an, versucht aber, dessen Position zu überwinden, indem er das Schöne als Harmonie zwischen Einbildungskraft und Verstand und das Erhabene als Übergang von der Harmonie zur Disharmonie und umgekehrt versteht, wobei es diesmal um das freie Spiel der Einbildungskraft und der Vernunft (als Vermögen, das im Gegensatz zum endlichen Verstand nach dem Unendlichen strebt) geht. Kant führt also die geistige Arbeit wieder in die ästhetische Erfahrung ein, gegen die Empiristen, die sie abgewertet hatten. Dies ermöglicht es ihm, eine Lösung für den Relativismus des Geschmacksurteils anzubieten: Wenn der Verstand beim ästhetischen Urteil ins Spiel kommt, bedeutet dies, dass es möglich ist, einen universellen und interesselosen Begriff des Schönen (der für alle gilt, unabhängig von der besonderen Subjektivität) festzulegen: „Schön ist das, was ohne Begriff allgemein gefällt“.

### Klassische Texte
- Francis Bacon: Neues Organon 1 Reihe. Philosophische Bibliothek 400/a, Meiner, Hamburg, 1990, ISBN 3-7873-0757-5.
- Robert Boyle: Some considerations touching the usefulnesse of experimental naturall philosophy, propos’d in familiar discourses to a friend, by way of invitation to the study of it. Oxford 1663 (Digitalisat, Volltext).
- George Berkeley: Three Dialogues Between Hylas and Philonous. 1713. (Volltext)
- Edmund Burke: Philosophische Untersuchungen über den Ursprung unserer Ideen vom Erhabenen und Schönen. In der klassischen Übersetzung von Friedrich Bassenge neu hrsg. von Werner Strube, Philosophische Bibliothek 324, Meiner, Hamburg 1989, ISBN 978-3-7873-0944-3.
- Rudolf Carnap: Der logische Aufbau der Welt. Philosophische Bibliothek 514, Meiner, Hamburg 1998, ISBN 978-3-7873-1464-5.
- Étienne Bonnot de Condillac: Abhandlung über die Empfindungen. Philosophische Bibliothek 025, Meiner, Hamburg 1983, ISBN 978-3-7873-0564-3.
- Denis Diderot: Brief über die Blinden zum Gebrauch für die Sehenden. In: Diderot: Philosophische Schriften. Hrsg. von Alexander Becker. Suhrkamp, Frankfurt a. M. 2013. (Suhrkamp Taschenbuch Wissenschaft.) ISBN 3-518-29684-1.
- Thomas Hobbes: Vom Menschen. – Vom Bürger. Hrsg. v. Günter Gawlick, 3. Aufl. Meiner, Hamburg, 1994, ISBN 3-7873-1166-1.
- David Hume: Traktat über die menschliche Natur. Philosophische Bibliothek 646a+b, Meiner, Hamburg, 2023, ISBN 978-3-7873-4440-6.
- David Hume: Eine Untersuchung über den menschlichen Verstand. Philosophische Bibliothek 648, Meiner, Hamburg, 2022, ISBN 978-3-7873-4198-6.
- William James: Pragmatismus und radikaler Empirismus. Suhrkamp, Frankfurt am Main 2006, ISBN 3-518-29375-3.
- John Locke: Versuch über den menschlichen Verstand. C. Wincklersche Übersetzung (1911–1913), von R. Brandt neu herausgegeben. (Englische Erstausgabe 1689/1690.) Philos. Bibliothek 205 der Meiner-Ausgabe in der 5. Auflage, Frankfurt am Main 2000.
- John Stuart Mill: A System of Logic, Ratiocinative and Inductive, Being a Connected View of the Principles of Evidence, and the Methods of Scientific Investigation, 1843 (Digitalisat (eng), Volltext (de))

### Zeitgenössische Werke

#### Einführungen
- Günter Gawlick (Hrsg.): Empirismus. Geschichte der Philosophie in Text und Darstellung Bd. 4, Reclam, Stuttgart 1986, ISBN 3-15-009914-5.
- Friedrich Kambartel: Empirismus. In: Jürgen Mittelstraß (Hrsg.): Enzyklopädie Philosophie und Wissenschaftstheorie. (BI, Mannheim 1980 S. 542f;) 2., neubear. u. wes. ergän. Aufl. Metzler, Stuttgart 2005 S. 320f. (umf. Lit.) ISBN 978-3-476-02108-3
- Thomas Nickles: Empiricism, in: Maryanne Cline Horowitz (Hrsg.): New Dictionary of the History of Ideas Thomson Gale, Bd. 2 (2005), ISBN 0-684-31379-0, S. 664–669.

#### Studien
- Lorenz Krüger: Der Begriff des Empirismus. Erkenntnistheoretische Studien am Beispiel John Lockes, De Gruyter, 1973, ISBN 978-3-11-004133-0.
- George Bealer: The Incoherence of Empiricism (PDF; 968 kB), in: The Aristotelian Society Supplementary LXVI (1992), S. 99–137.
- Gilles Deleuze: David Hume (= Reihe Campus Einführungen). Campus-Verl, Frankfurt 1997, ISBN 978-3-593-34840-7.
- Laurence BonJour: The Structure of Empirical Knowledge. Harvard University Press, Cambridge, Mass. 1985, ISBN 0-674-84381-9.
- Hans-Jürgen Engfer: Empirismus versus Rationalismus? Kritik eines philosophiegeschichtlichen Schemas. Schöningh, Paderborn 1996, ISBN 3-506-72241-7.
- Friedrich Kambartel, Erfahrung und Struktur. Bausteine zu einer Kritik des Empirismus und Formalismus. (Suhrkamp) Frankfurt am Main 1968.
- Shi-Hyong Kim: Bacon und Kant. Ein erkenntnistheoretischer Vergleich zwischen dem „Novum Organum“ und der „Kritik der reinen Vernunft“. De Gruyter, 2008, ISBN 978-3-11-020212-0.
- Guy Longworth: Rationalism and Empiricism (PDF; 193 kB), in: S. Chapman, C. Routledge (Hrsg.): Key Ideas in Linguistics and the Philosophy of Language. Edinburgh Univ. Press, Edinburgh 2009, ISBN 0-7486-2619-0.
- Jennifer Nagel: Empiricism. In: Sahotra Sarkar, Jessica Pfeifer (Hrsg.): The Philosophy of Science. Routledge 2006, Bd. 1, ISBN 0-415-93927-5, S. 235–243.
- Jennifer Nagel: The Empiricist Conception of Experience. in: Philosophy 75 (2000), S. 345–376.
- Tama Szabo Gendler: Empiricism, Rationalism, and the Limits of Justification. in: Philosophy and Phenomenological Research 63/3 (2001), S. 641–648.
- R. S. Woolhouse: The Empiricists. Oxford University Press, Oxford 1988, ISBN 0-19-289188-X. Primär zu Bacon, Hobbes, Locke, Berkeley, Gassendi und Hume.
- Lore Knapp: Empirismus und Ästhetik. Zur deutschsprachigen Rezeption von Hume, Hutcheson, Home und Burke im 18. Jahrhundert. De Gruyter, 2022, ISBN 978-3-11-076244-0.